# Romillé
Romillé ist eine französische Gemeinde mit 4154 Einwohnern (Stand 1. Januar 2022) im Département Ille-et-Vilaine in der Region Bretagne; sie gehört zum Arrondissement  Rennes und zum Kanton Montauban-de-Bretagne.

## Bevölkerungsentwicklung
| Jahr      | 1962 | 1968 | 1975 | 1982 | 1990 | 1999 | 2007 | 2017 |
| Einwohner | 1753 | 1787 | 1743 | 2183 | 2439 | 2688 | 3319 | 3905 |

## Sehenswürdigkeiten
Siehe auch: Liste der Monuments historiques in Romillé
- Bleiglasfenster Leben des heiligen Martin in der Kirche St-Martin

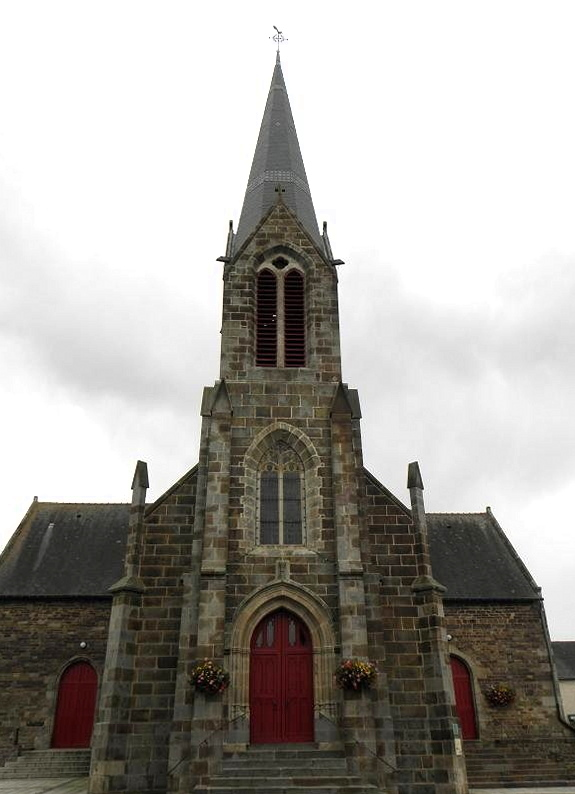
Kirche
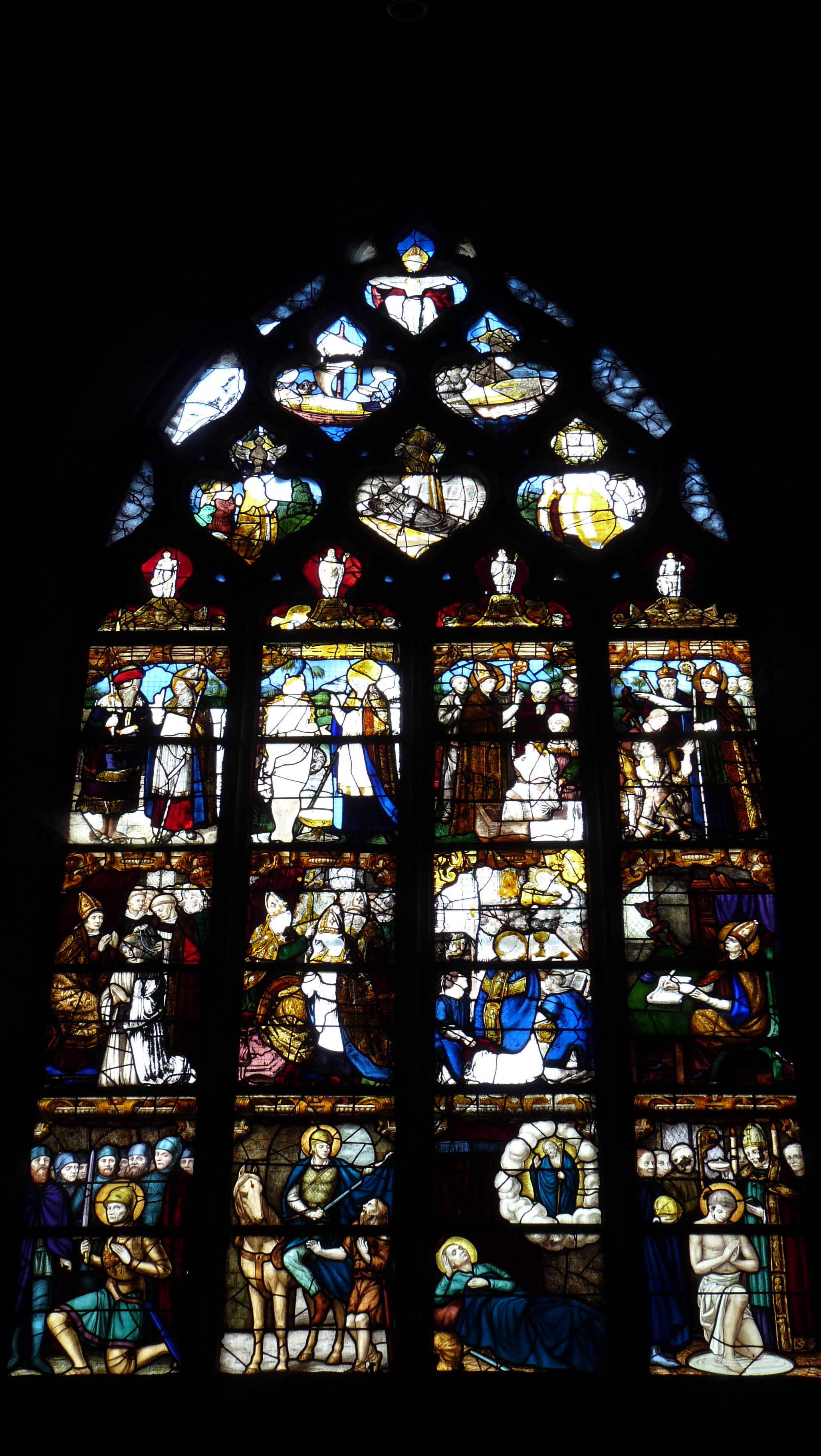
Glasfenster